# 北兴镇
北兴镇，是中华人民共和国黑龙江省齐齐哈尔市克山县下辖的一个乡镇级行政单位。

## 行政区划
北兴镇下辖以下地区：
镇直第一社区、双兴村、民众村、工农村、尖山村、保卫村、兴旺村、红星村和大同村。